# Regno di Alania

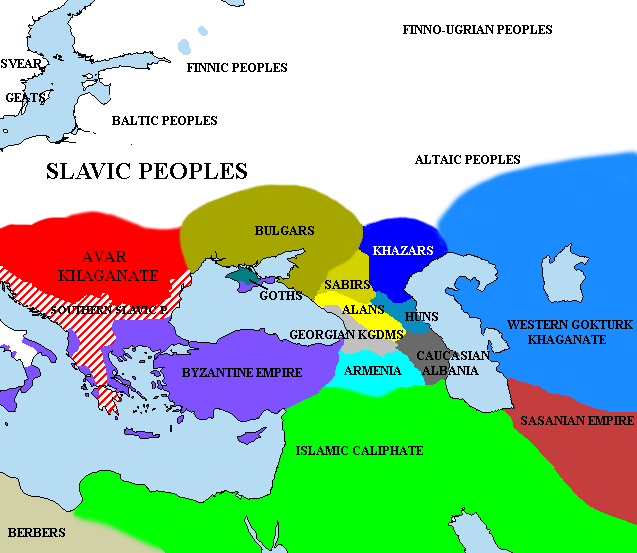
Il Regno di Alania nel 650

Il Caucaso 1060

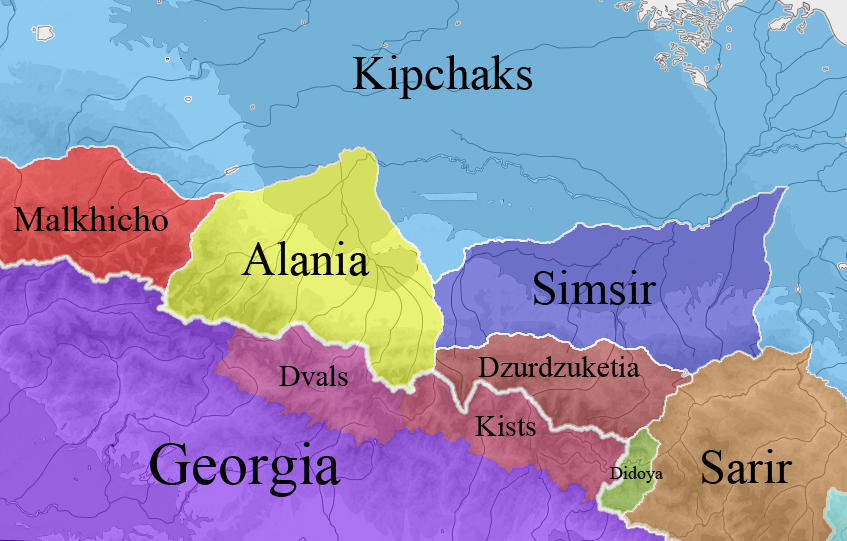
Il Regno di Alania (sec. IX-XII)

Il Regno di Alania è stato un regno medioevale, fondato dalla popolazione degli Alani nell'odierna Ciscaucasia.
Il regno esistette dal VII/IX secolo fino al 1238-39, anno delle invasioni mongole. Aveva come capitale la città di Maghas e si estendeva nelle attuali regioni dell'Ossezia Settentrionale e della Circassia.